# 茹尔德兹·埃希莫娃
茹尔德兹·埃希莫娃（俄语：Жулдыз Эшимова，羅馬化：Zhuldyz Eshimova，1988年1月2日—），归化哈萨克斯坦女子摔跤运动员，生于吉爾吉斯塔拉斯，早年代表吉尔吉斯斯坦参加比赛。

## 运动生涯
埃希莫娃生于吉爾吉斯共和國塔拉斯州首府塔拉斯，父亲是哈萨克人，母亲是吉尔吉斯人。据她回忆，小时候她喜欢去离家不远的体育馆观看摔跤。由于那里没有女孩子玩摔跤，埃希莫娃没法到体育馆里摔跤，她只能在观看比赛之后回家模仿摔跤动作。当她后来开始去体育场运动时，她已经很熟悉摔跤运动，体育馆的教练深感意外。因为当地没有其他女孩子参加这项运动，埃希莫娃与男孩子们一起比赛，曾经在哈萨克斯坦塔拉兹的少年比赛中战胜同龄男选手，夺得冠军。
埃希莫娃在立陶宛代表吉尔吉斯斯坦参加国际比赛时表现出色，受到哈萨克斯坦国家队教练萨尔然·扎克瑟别科夫（Саржан Жаксыбеков）赏识，后者邀请她入籍哈萨克斯坦，代表哈萨克斯坦参加比赛。经过两国协商，埃希莫娃成为哈萨克斯坦选手。
2006年，埃希莫娃在危地馬拉赢得世界青年锦标赛冠军。一年之后，她在比什凯克的2007年亞洲角力錦標賽上夺冠。此后三年，她连续在亚洲锦标赛上夺得银牌。在日本东京举办的2008年世界摔跤锦标赛上，她赢得一枚银牌。在土耳其伊斯坦布尔举行的2011年世界摔跤锦标赛上，埃希莫娃摘得铜牌，赢得了2012年夏季奧林匹克運動會的参赛资格。
2012年伦敦奥运会上，埃希莫娃参加了女子48公斤级自由式摔跤比赛，第二轮即告负。2016年夏季奧林匹克運動會上，她参加了同一项比赛，首轮即被登坂繪莉击败。由于登坂繪莉后来进入决赛，她获得了复活赛机会。虽然首轮击败美国选手黑利·奥杰洛，但是在随后的铜牌角逐中她输给了中国选手孙亚楠。
在印度尼西亚雅加达举办的2018年亚洲运动会上，埃希莫娃夺得自由式摔跤53公斤级银牌。